# 五羊小学
五羊小学是广州市越秀区的一所公办小学，直属于广州市越秀区教育局，建于1987年。

## 概况
五羊小学位于越秀区东部的五羊新城。现有教学班20个，学生830多名。
学校为达到“和而不同”的教育目标，确立“心有爱、学而慧、乐而和”的办学理念。开设有36个“灵羊社团”，包括“小羊媒”记者站及粤语、广绣、广彩、诗歌、书法、舞蹈、象棋、排球、篮球、武术等方面。
校园占地面积3378平方米，总建筑面积4600平方米。主体建筑高五层，外立面为粉红色与白色的瓷砖。校内另建有一个生物园，栽种植物及饲养小动物，供学生实践及学习。

## 荣誉称号
- 广东省义务教育标准化学校
- 广东省绿色学校
- 广州市安全文明校园
- 广东省诗歌节诗歌教育示范学校
- 越秀区依法治校示范校
- 广州市少先队媒介素养教育课程示范基地
- 华师大基础教育培训与研究院授予的“PRT英语学科共建平台示范学校”
- “助童为乐新儿歌示范学校”

## 历史
五羊小学原名五羊第一小学，简称五羊一小。学校所在的五羊新城是一个商住区，五羊第一、第二、第三小学是其开发商东华实业兴建的配套小学。1987年，学校被移交给东山区教育局，并于同年开始招生。
2003年，因五羊第二小学和五羊第三小学合并为东山实验小学，五羊第一小学改为今名。

## 爭議
校方曾經推出校本粵語教材《粵讀羊城》，被網民指違反國家法律，甚至是企圖搞「粵獨」。

## 交通
- 地铁：5号线五羊邨站（D出口）
- 公交：五羊新城站等